# لمبورن وودلندس (باركشير)
لمبورن وودلندس (بالإنجليزية: Lambourn Woodlands)‏ هي قرية تقع في المملكة المتحدة في جنوب شرق إنجلترا.